# Guerre di robot
Guerre di robot (Robot Wars) è un film statunitense cyberpunk del 1993 diretto da Albert Band e scritto da Charles Band e Jackson Barr. Racconta la storia di un prodigioso pilota di mecha in un 2041 postapocalittico che deve cercare di fermare dei dirottatori intenzionati a provocare una guerra mondiale.
Viene spesso considerato il sequel di Robot Jox ma, nonostante entrambe le pellicole siano state prodotte dalla stessa compagnia e trattino di temi molto simili (le battaglie tra robot giganti), le loro storie non sono in relazione.

## Trama
Nel 2041, il Nord America è stato attraversato dalla "grande paura del gas tossico del 1993" che ha trasformato vaste porzioni di territorio in deserti inospitali, dove bande di criminali chiamati "Centros" attaccano e saccheggiano i trasporti. Gli Stati Uniti sono stati assimilati in un blocco detto Emisfero Nord, contrapposto all'Alleanza Orientale. L'Emisfero Nord cerca di salvare la propria economia costruendo robot da difesa chiamati "mini-meg" per l'Alleanza orientale. Queste macchine sono versioni ridotte degli enormi "mega-robots", una volta utilizzati per la guerra e ora decimati al singolo esemplare MRAS-2 (dalle fattezze simili a quelle di uno scorpione).
L'MRAS-2 viene utilizzato per il trasporto turistico di civili, ed è equipaggiato con armi d'assalto laser per difendersi. È pilotato dal capitano Drake e dal primo ufficiale Stumpy. Durante una traversata nel deserto, il mecha di Drake subisce un'imboscata da parte dei Centros: Drake opta per una strategia difensiva ma il suo superiore Rooney gli ordina di attaccare in modo da mostrare la potenza di fuoco del robot al generale Wa-Lee, un dignitario dell'Alleanza Orientale in visita per negoziare l'acquisto di mini-meg. I violenti movimenti del robot causano la rottura dei campioni di alto valore portati dall'archeologa Leda che, dopo l'ormeggio, si confronterà direttamente con Drake, nonostante quest'ultimo la provocherà con dei doppi sensi.
Drake viene convocato nell'ufficio di Rooney e gli mostra un'arma recuperata dei Centro che sembra essere costruita con la tecnologia proveniente dall'Alleanza orientale. Drake deduce che l'Alleanza stia complottando con i Centros ma non viene creduto da Rooney, allora Drake cerca di convincere il capo a fermare i tour degli MRAS-2 per evitare di mettere altre vite a rischio, ma quando Rooney rifiuta, Drake decide di non pilotare più l'MRAS-2. Intanto Leda incontra la sua amica giornalista Anne e le parla di alcune attività sospette a Crystal Vista, una cittadina del XX secolo perfettamente conservata sopravvissuta alla grande paura del gas tossico: la città è costruita su uno strato di materiali del XXI secolo che non vengono rilevati dai satelliti, e Leda ha trovato alcuni componenti simili a quelli del vecchio robot MEGA-1, che fu molto probabilmente smantellato.
In seguito, Wa-Lee organizza una cerimonia tradizionale di lotta ed invita Drake, che apparentemente mostra diffidenza nei suoi confronti, a combattere con lui. Drake accetta e mette al tappeto Wa-Lee prima che la lotta cominci veramente, aumentando la tensione tra i due. Drake in seguito mantiene la promessa fatta a Rooney dimettendosi ufficialmente da pilota e inizia in autonomia un'operazione speciale contro di Centros; qui recupera altri equipaggiamenti prodotti in oriente. Nonostante l'insistenza diDrake sul fatto che l'MRAS-2 sia minacciato dai Centros, Rooney continua a far procedere i viaggi, permettendo addirittura a Wa-Lee di pilotare il mega-robot. Molto tempo dopo in un bar, Stumpy rivela a Drake che suo nonno fece parte di un'operazione segreta per nascondere il MEGA-1. Intanto, Leda e Anne sono appena scesi dall'MRAS-2 a Crystal Vista e si dirigono nei sotterranei attraverso il ripostiglio di una scuola e trovano il micron transponder del MEGA-1. Anne torna all'MRAS-2 per il viaggio di ritorno, mentre Leda continua la sua indagine.
Improvvisamente, appaiono i Centros e danno la caccia a Leda. Lei riesce a fuggire, mentre i Centros si dirigono al porto robot di Crystal Vista. Qui si uniscono all'ammutinamento degli ufficiali di Wa-Lee e uccidono le forze di sicurezza dell'Emisfero nord, dimostrando che Drake aveva ragione sul doppio gioco dell'Alleanza Orientale. Wa-Lee prende il controllo MRAS-2, tenendo dei passeggeri in ostaggio, ed inizia a distruggere gli obiettivi strategici. Rooney implora Drake e Stumpy di riprendere il robot e loro accettano dopo aver saputo che Leda è stata catturata dai Centros. Drake si dirige a Crystal Vista per liberare Leda e insieme trovano e riattivano il MEGA-1.
L'MRAS-2 e il MEGA-1 si incontrano nel deserto ed iniziano a compattere: Drake rimuove la cabina dell'MRAS-2 mettendo in salvo i passeggeri al suo interno e riesce dopo a sconfiggere Wa-Lee. Il film finisce con la dichiarazione di Leda della sua attrazione nei confronti di Drake.

## Distribuzione
Guerre di robot venne pubblicato direttamente in videocassetta dalla Paramount Home Video. Venne distribuita un'edizione in DVD nel 2007 all'interno del set Full Moon Classics: Volume Two. Il film è incluso nel set in edizione limitata Full Moon Features: The Archive Collection, una collezione per il ventesimo anniversario dello studio con inclusi 18 dei film più famosi. Il film è stato ridistribuito in DVD da Shout! Factory il 14 giugno del 2011, assieme a Crash and Burn.